# ブルー/WIRED
『ブルー／WIRED』（ブルー／ワイアード）は、フジファブリックの通算16枚目のシングルである。2014年7月30日にSony Music Associated Recordsから発売された。

## 概要
- 前作「LIFE」から約5ヶ月振りとなるリリースで、アルバム「LIFE」の先行シングル。
「徒然モノクローム／流線形」以来となる両A面シングルとなった。
- 「初回生産限定盤」、「期間生産限定盤（「アオハライド」スペシャルパッケージ仕様）」、「通常盤」の3タイプで発売された。
  - 「初回生産限定盤」には、2014年4月19日に日本武道館で行われた「SMA AWARDS 2014〜輝く！日本エスエムエー大賞〜」より、ライブ音源3曲を収録したDVDが付属している。
  - 「期間生産限定盤」には、4曲目に「ブルー (TV edit)」が収録され、ジャケットも「アオハライド」描き下ろしスペシャルパッケージ仕様となっている。
- また、本作には専用応募ハガキが封入され、抽選で当選した70名を対象に、8月31日に都内で購入者イベントが行われた[2]。

## 収録曲
- 全作曲：山内総一郎、全編曲：フジファブリック

1. ブルー（作詞：山内総一郎）
テレビアニメ「アオハライド」エンディングテーマ。
タイアップは、原作者である咲坂伊緒が、同作のアニメ化にあたりダメ元でフジファブリックが好きなことをアピールしたところ、実現したものだという[3]。
2. WIRED（作詞：加藤慎一）
前作「LIFE」のレコーディング時に録音していた楽曲。最初の段階では、意図せずニルヴァーナの「Breed」に似たリフが出てきたため、試行錯誤を重ねていったことで、ヘヴィーな演奏ながら、より疾走感、爽快感が出た曲になったという[4]。
PV撮影は埼玉県の吉見百穴で行われた[4]。
3. ホーランド・ロップ（作詞：山内総一郎）
タイトルのホーランド・ロップとはウサギの品種の一つであり、内容も山内自身がアレルギーで動物を飼えない中で、「もしかしたら、うさぎなら・・・」という心境を歌った曲[5]。
4. ブルー (TV edit)（作詞：山内総一郎）
期間生産限定盤のみの収録。

## DVD(初回盤のみ)
1. LIFE
2. バタアシParty Night
3. Surfer King (with TOKYO SKA PARADISE ORCHESTRA)